# Aliveri
Aliveri (griechisch Αλιβέρι (n. sg.)) ist eine Stadt auf der griechischen Insel Euböa. Nach der Eingemeindung einiger kleinerer Ortschaften 1997 war der amtliche Name der Stadt Dimos Tamyneon (nach dem früheren Namen der Gemeinde). Diese Gemeinde wurde 2010 mit vier Nachbargemeinden zur neuen Gemeinde Kymi-Aliveri fusioniert, in der Aliveri den Verwaltungssitz bildet.

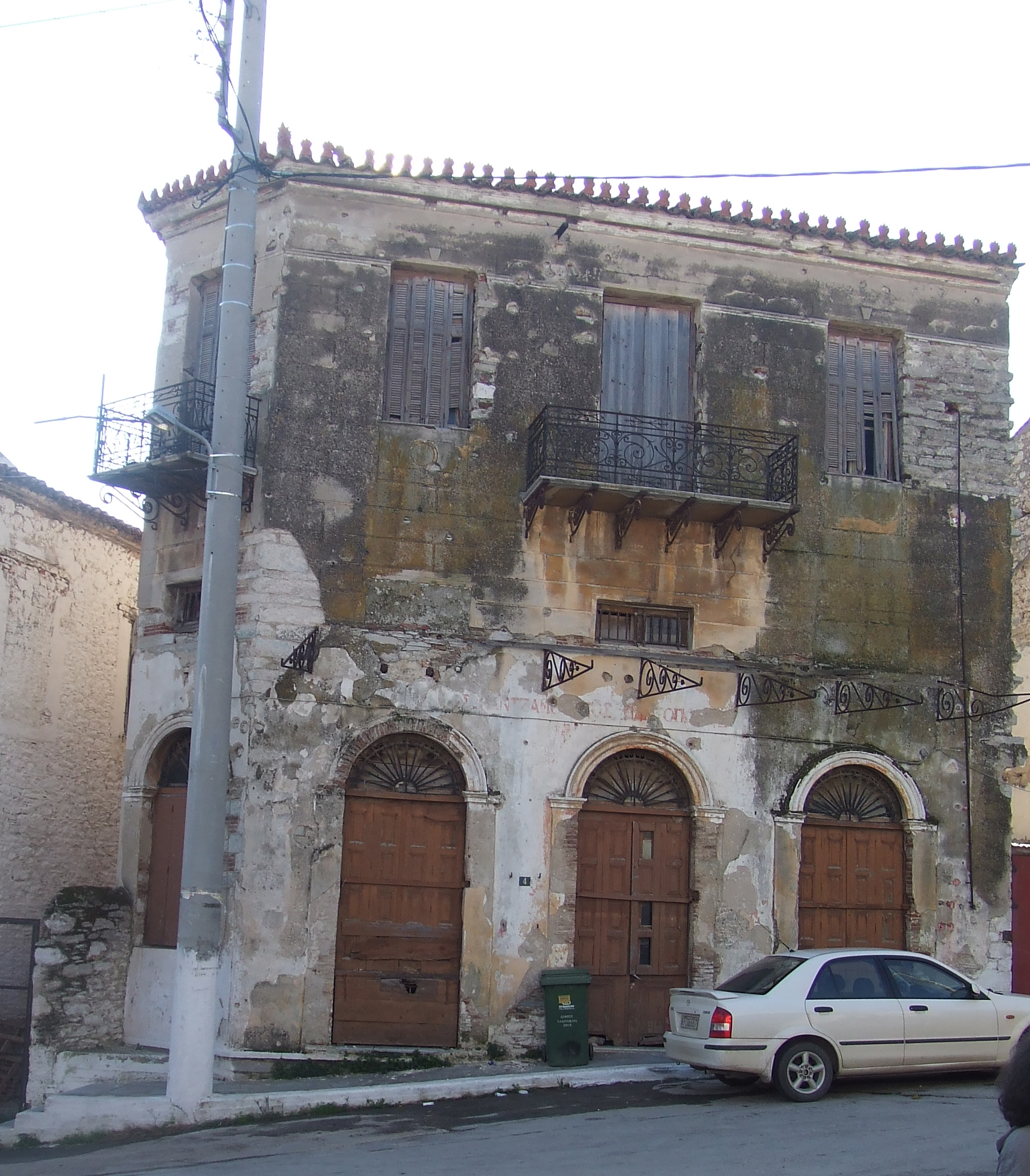
Ein früheres Geschäftshaus in der Altstadt

Der Ort liegt östlich von Chalkida und Eretria. Südöstlich befindet sich der Dystos-See. Aufgrund der industriellen Ausrichtung der lokalen Wirtschaft war lange Zeit die Errichtung von touristischen Anlagen untersagt. Trotzdem verfügt der Ort über eine Reihe guter Kieselstrände, der Hafen Karavos ist mittlerweile ein beliebtes Ziel in der Region, besonders wegen der zahlreichen Fischtavernen und Nachtlokale.
Die Altstadt liegt auf einem Hügel und ist mittlerweile verwaist, die heutige Ortsmitte ist im Tal etwa 1,5 km vom Hafen Karavos.
Etwa 4,4 km nordöstlich des Ortes, etwa 900 m nördlich von Katakalos findet man das Tholosgrab von Katakalos.

## Kraftwerk Aliveri
Aufgrund der Kohlevorkommen in der Gegend wurde am Ortsrand an der Küste 1955 ein Kohlekraftwerk errichtet. Die Vorkommen wurden mit einer Industriebahn vom Berg durch den Ort zum Kraftwerk gefahren. Mittlerweile sind diese erschöpft und das Kraftwerk hat auf Ölfeuerung umgestellt.